# Bert Greeves
Oscar Bertram "Bert" Greeves MBE (* 5. Juni 1906 in Lyon, Frankreich; † 15. Juli 1993 in Southend-on-Sea, England) war ein britischer Ingenieur. Er gründete 1948 die Invacar Ltd und 1951 die Greeves Motorcycles Ltd. 1972 wurde er in den Order of the British Empire aufgenommen. Er war zweimal verheiratet und hatte eine Tochter.

## Frühe Jahre
Bert Greeves wurde 1906 im französischen Lyon geboren, seine Eltern waren aber Engländer. Seine erste Anstellung als technischer Lehrling fand er bei der Austin Motor Company in Longbridge bei Birmingham. Später machte er sich mit einer Autowerkstatt in London selbstständig. Dort baute er auch den ersten motorgetriebenen Rollstuhl für seinen behinderten Vetter Derry Preston-Cobb. Dabei setzte er in den handgetriebenen Rollstuhl den Motor eines Rasenmähers ein.

## Automobil- und Motorradbau

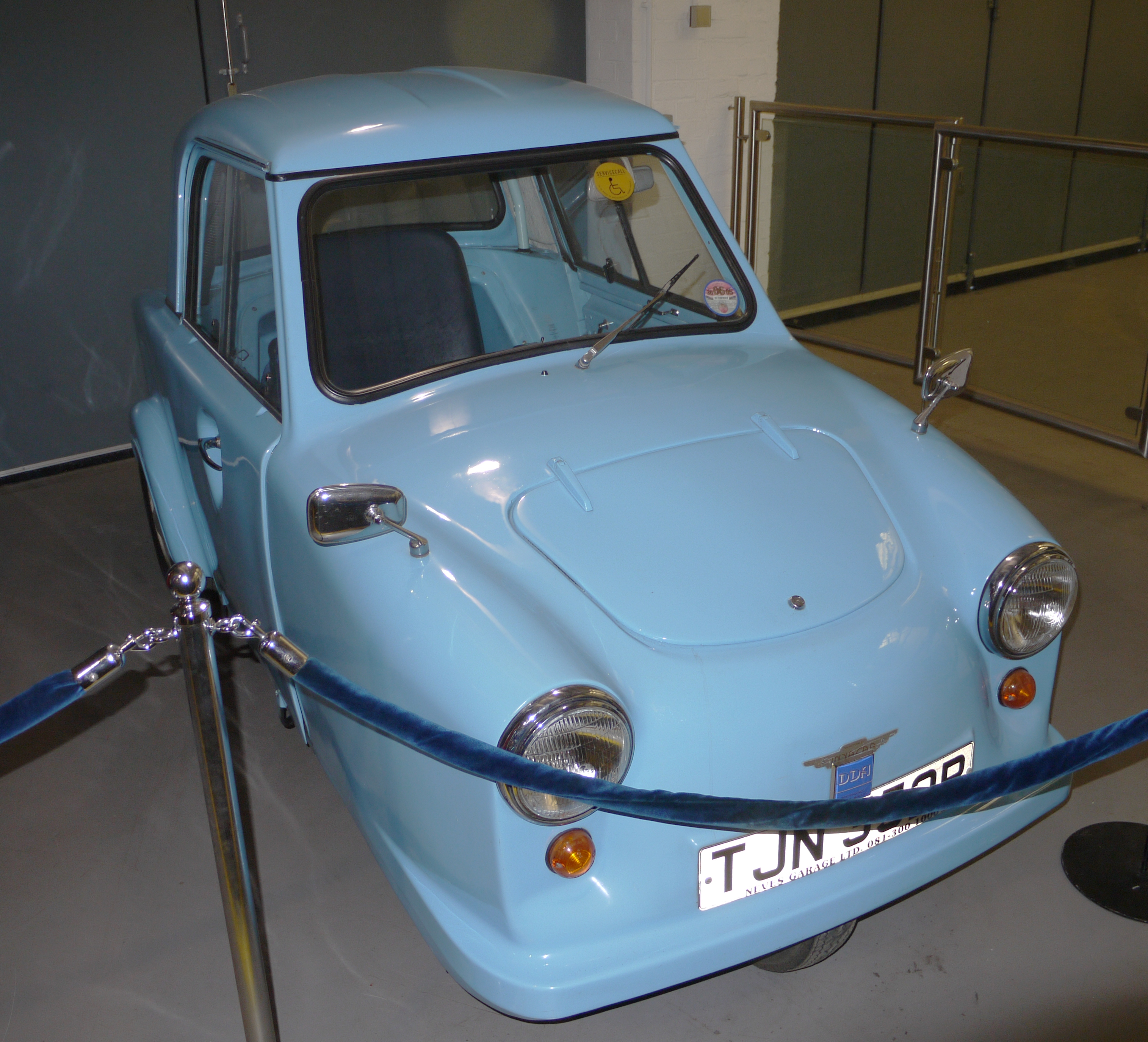
Invacar Modell 70

Zusammen mit seinem Vetter gründete er dann die Invacar Ltd in Thundersley bei Southend-on-Sea, wo er nach dem Gewinn einer Ausschreibung des Ministry of Pensions bis Mitte der 1970er-Jahre dreirädrige Versehrtenfahrzeuge baute.
Ermutigt durch diesen Erfolg wagte sich Bert Greeves auch in den Motorradmarkt. Er war in seiner Freizeit ein engagierter Trialfahrer und begann, Oldtimer-Motorräder zu sammeln, darunter auch eine Triumph von 1912 mit der Zulassungsnummer OLD 1. Derry Preston-Cobb unterstützte ihn in seinem Vorhaben. In Zusammenarbeit entwickelten sie einen Prototyp mit einem 197-cm³-Einzylinder-Zweitaktmotor von Villiers – mit Greeves-Emblem auf dem Tank. Die Motorräder waren tatsächlich ein Zusatzgeschäft für den Hersteller dreirädriger Invalidenfahrzeuge und so musste die Entwicklung von Prototypen in den täglichen Arbeitsablauf eingefügt werden, wenn sich Lücken ergaben. Bert Greeves war in seiner Jugend ein Motorradenthusiast und wollte immer Motorradhersteller werden.
Die Greeves-Motorräder mit ihren kleinen, kräftigen Motoren und den leichten, stabilen Rahmen waren in Wettbewerben sehr erfolgreich und schlugen dort Motorräder größerer Hersteller mit großvolumigeren Motoren. Die Firma gewann eine Ausschreibung zur Ausstattung des Motorcycle Display Teams der Royal Artillery mit Motorrädern und entwickelte die Griffon.
Eine Änderung der Sicherheitsvorschriften für Straßenfahrzeuge im Vereinigten Königreich bedeutete das Ende für die Invacar-Fertigung, die immer noch das wichtigste Produkt der Firmengruppe war. Mitte der 1970er-Jahre entschloss sich Greeves, seine Firma zu verlassen; wenig später folgte ihm auch sein Vetter Derry Preston-Cobb. Nach einem weiteren schlechten Jahr und einem Brand der Fabrikgebäude mussten beide Firmen 1977 schließen.

## Privatleben und Tod
Bert Greeves, der zweimal verheiratet war und eine Tochter hatte, starb am 15. Juli 1993 in Southend-on-Sea.

## Ehrungen
Am 1. Januar 1972 wurde Bert Greeves in Anerkenntnis seiner Verdienste um die Behinderten des Landes in den MBE aufgenommen.